# Xaver Scharwenka
Franz Xaver Scharwenka, född 6 januari 1850 i Samter nära Posen, död 8 december 1924 i Berlin, polsk-tysk tonsättare och pianist, bror till Philipp Scharwenka.
Scharwenka studerade vid Kullaks akademi och var 1868–74 lärare där, varefter han begav sig ut på konsertresor. Som pianist har han besökt nästan hela Europa (Skandinavien 1883) och firade stora triumfer, särskilt genom en ytterst omsorgsfull frasering och ett utomordentligt stackatospel. 
År 1881 öppnade han i Berlin ett eget konservatorium med utmärkta lärarkrafter, förestod 1891–98 eget konservatorium i New York och återinträdde därefter vid sitt Berlinkonservatorium, som 1893 hade sammanslagits med Klindworths pianoinstitut. År 1914 öppnade Scharwenka tillsammans med Walter Petzet en musikskola jämte pianolärarseminarium. 
Hans kompositioner utmärker sig genom nervfull rytmik och polsk nationalfärg. Bland hans 4 pianokonserter blev de i c-moll och b-moll allmänt uppskattade. Han skrev vidare två pianotrior, en pianokvartett, piano-, violin- och cellosonater, en symfoni, operan Mataswintha (1894) med mera samt utarbetade en Methodik des Klavierspiels.